# Championnats d'Europe de patinage artistique 2025
Navigation
Édition précédente Édition suivante
Les championnats d'Europe de patinage artistique 2025 ont lieu du 27 janvier au 2 février 2025 à la patinoire de Tondiraba de Tallinn en Estonie. C'est la troisième fois que la capitale estonienne organise les championnats européens après les éditions de 2010 et 2022.

## Qualifications
Les patineurs sont éligibles à l'épreuve s'ils représentent une nation européenne membre de l'Union internationale de patinage (International Skating Union en anglais) et s'ils ont atteint l'âge de 17 ans avant le 1er juillet 2024 dans leur pays de naissance. La compétition correspondante pour les patineurs non européens est le championnat des Quatre Continents 2025. Les fédérations nationales sélectionnent leurs patineurs en fonction de leurs propres critères, mais l'Union internationale de patinage exige un score minimum d'éléments techniques (Technical Elements Score en anglais) lors d'une compétition internationale avant les championnats d'Europe.

### Score minimum d'éléments techniques
L'Union internationale de patinage stipule que les notes minimales doivent être obtenues lors d'une compétition internationale senior reconnue par elle-même au cours de la saison en cours ou précédente, au plus tard 21 jours avant le premier jour d'entraînement officiel.
| Score minimum d'éléments techniques                                                         | Score minimum d'éléments techniques                                 | Score minimum d'éléments techniques |
| Discipline                                                                                  | Score total combiné des éléments (programme court + programme long) |                                     |
| Messieurs                                                                                   | 86.00                                                               |                                     |
| Dames                                                                                       | 75.00                                                               |                                     |
| Couples                                                                                     | 75.00                                                               |                                     |
| Danse sur glace                                                                             | 85.00                                                               |                                     |
| ------------------------------------------------------------------------------------------- | ------------------------------------------------------------------- | ----------------------------------- |
| Les scores des programmes courts et libres peuvent être obtenus à différentes compétitions. |                                                                     |                                     |

### Nombre d'inscriptions par discipline
Sur la base des résultats des championnats d'Europe 2024, l'Union internationale de patinage autorise chaque pays à avoir de une à trois inscriptions par discipline.
| Nombre d'inscriptions                                             | Messieurs                                               | Dames                                            | Couples                              | Danse sur glace                                       |
| ----------------------------------------------------------------- | ------------------------------------------------------- | ------------------------------------------------ | ------------------------------------ | ----------------------------------------------------- |
| 3                                                                 | Italie                                                  | Belgique Suisse                                  | Allemagne Géorgie Italie             | France                                                |
| 2                                                                 | Estonie France Géorgie Lettonie Pologne Suisse Tchéquie | Autriche Finlande France Géorgie Italie Roumanie | Hongrie Pays-Bas Pologne Royaume-Uni | Finlande Géorgie Italie Lituanie Royaume-Uni Tchéquie |
| Si non répertorié ci-dessus, une seule inscription est autorisée. |                                                         |                                                  |                                      |                                                       |

Le 1er mars 2022, l'Union internationale de patinage interdit aux patineurs artistiques et aux officiels de la fédération de Russie et de la Biélorussie de participer et d'assister à toutes les compétitions internationales en raison de l'invasion russe de l'Ukraine le 24 février 2022. Ainsi ces deux pays sont absents des championnats européens 2025, 35 mois après le début du conflit, pour la troisième année consécutive.

## Podiums
| Épreuves                            | Or                                     | Argent                                | Bronze                               |
| ----------------------------------- | -------------------------------------- | ------------------------------------- | ------------------------------------ |
| Messieurs résultats détaillés       | Lukas Britschgi                        | Nikolaj Memola                        | Adam Siao Him Fa                     |
| Dames résultats détaillés           | Niina Petrokina                        | Anastasia Gubanova                    | Nina Pinzarrone                      |
| Couples résultats détaillés         | Minerva Fabienne Hase / Nikita Volodin | Sara Conti / Niccolò Macii            | Anastasiia Metelkina / Luka Berulava |
| Danse sur glace résultats détaillés | Charlène Guignard / Marco Fabbri       | Evgeniia Lopareva / Geoffrey Brissaud | Lilah Fear / Lewis Gibson            |

## Tableau des médailles
| Rang  | Nation      | Or | Argent | Bronze | Total |
| ----- | ----------- | -- | ------ | ------ | ----- |
| 1     | Italie      | 1  | 2      | 0      | 3     |
| 2     | Allemagne   | 1  | 0      | 0      | 1     |
| 2     | Estonie     | 1  | 0      | 0      | 1     |
| 2     | Suisse      | 1  | 0      | 0      | 1     |
| 5     | France      | 0  | 1      | 1      | 2     |
| 5     | Géorgie     | 0  | 1      | 1      | 2     |
| 7     | Belgique    | 0  | 0      | 1      | 1     |
| 7     | Royaume-Uni | 0  | 0      | 1      | 1     |
| Total | Total       | 4  | 4      | 4      | 12    |

## Détails des compétitions

### Messieurs
| Rang                                        | Nom                          | Pays        | Points | Programme court | Programme court | Programme libre | Programme libre |
| ------------------------------------------- | ---------------------------- | ----------- | ------ | --------------- | --------------- | --------------- | --------------- |
| 1                                           | Lukas Britschgi              | Suisse      | 267.09 | 8               | 82.90           | 1               | 184.19          |
| 2                                           | Nikolaj Memola               | Italie      | 262.61 | 5               | 84.92           | 2               | 177.69          |
| 3                                           | Adam Siao Him Fa             | France      | 257.99 | 1               | 93.12           | 3               | 164.87          |
| 4                                           | Nika Egadze                  | Géorgie     | 243.87 | 2               | 91.94           | 8               | 151.93          |
| 5                                           | Matteo Rizzo                 | Italie      | 241.21 | 4               | 85.68           | 6               | 155.53          |
| 6                                           | Deniss Vasiļjevs             | Lettonie    | 239.70 | 12              | 77.82           | 4               | 161.88          |
| 7                                           | Mihhail Selevko              | Estonie     | 239.00 | 6               | 84.85           | 7               | 154.15          |
| 8                                           | Daniel Grassl                | Italie      | 237.74 | 10              | 78.15           | 5               | 159.59          |
| 9                                           | Aleksandr Selevko            | Estonie     | 230.91 | 7               | 84.65           | 11              | 146.26          |
| 10                                          | Vladimir Samoilov            | Pologne     | 229.67 | 3               | 85.98           | 13              | 143.69          |
| 11                                          | Andreas Nordebäck            | Suède       | 227.11 | 9               | 79.02           | 9               | 148.09          |
| 12                                          | Adam Hagara                  | Slovaquie   | 224.14 | 13              | 77.06           | 10              | 147.08          |
| 13                                          | Lev Vinokur                  | Israël      | 221.04 | 14              | 76.35           | 12              | 144.69          |
| 14                                          | Fedir Kulish                 | Lettonie    | 214.33 | 15              | 74.48           | 14              | 139.85          |
| 15                                          | Vladimir Litvintsev          | Azerbaïdjan | 208.83 | 11              | 77.86           | 16              | 130.97          |
| 16                                          | Ivan Chmouratko              | Ukraine     | 201.89 | 17              | 71.53           | 17              | 130.36          |
| 17                                          | Semen Daniliants             | Arménie     | 197.97 | 19              | 69.26           | 18              | 128.71          |
| 18                                          | Kornel Witkowski             | Pologne     | 197.14 | 23              | 65.21           | 15              | 131.93          |
| 19                                          | Tomàs-Llorenç Guarino Sabaté | Espagne     | 190.23 | 21              | 67.66           | 19              | 122.57          |
| 20                                          | Edward Appleby               | Royaume-Uni | 187.84 | 16              | 72.45           | 21              | 115.39          |
| 21                                          | Aleksandr Vlasenko           | Hongrie     | 185.52 | 22              | 67.25           | 20              | 118.27          |
| 22                                          | Kevin Aymoz                  | France      | 183.84 | 18              | 70.68           | 22              | 113.16          |
| 23                                          | Georgii Reshtenko            | Tchéquie    | 175.23 | 20              | 68.05           | 24              | 107.18          |
| 24                                          | Valtter Virtanen             | Finlande    | 174.83 | 24              | 65.18           | 23              | 109.65          |
| Patineurs éliminés après le programme court |                              |             |        |                 |                 |                 |                 |
| 25                                          | Davide Lewton-Brain          | Monaco      |        | 25              | 63.81           | NC              | NC              |
| 26                                          | Maurizio Zandron             | Autriche    |        | 26              | 63.79           | NC              | NC              |
| 27                                          | Nikita Starostin             | Allemagne   |        | 27              | 63.54           | NC              | NC              |
| 28                                          | David Sedej                  | Slovénie    |        | 28              | 59.46           | NC              | NC              |
| 29                                          | Alp Eren Ozkan               | Turquie     |        | 29              | 59.22           | NC              | NC              |
| 30                                          | Alexander Zlatkov            | Bulgarie    |        | 30              | 58.61           | NC              | NC              |
| 31                                          | Filip Scerba                 | Tchéquie    |        | 31              | 58.30           | NC              | NC              |
| 32                                          | Noah Bodenstein              | Suisse      |        | 32              | 53.75           | NC              | NC              |
| 33                                          | Daniel Korabelnik            | Lituanie    |        | 33              | 53.02           | NC              | NC              |
| 34                                          | Jari Kessler                 | Croatie     |        | 34              | 50.83           | NC              | NC              |

### Dames
| Rang                                          | Nom                   | Pays        | Points | Programme court | Programme court | Programme libre | Programme libre |
| --------------------------------------------- | --------------------- | ----------- | ------ | --------------- | --------------- | --------------- | --------------- |
| 1                                             | Niina Petrokina       | Estonie     | 208.18 | 2               | 68.94           | 1               | 139.24          |
| 2                                             | Anastasia Gubanova    | Géorgie     | 198.61 | 1               | 68.99           | 2               | 129.62          |
| 3                                             | Nina Pinzarrone       | Belgique    | 191.44 | 4               | 66.80           | 3               | 124.64          |
| 4                                             | Kimmy Repond          | Suisse      | 186.64 | 3               | 68.68           | 5               | 117.96          |
| 5                                             | Anna Pezzetta         | Italie      | 186.19 | 6               | 62.73           | 4               | 123.46          |
| 6                                             | Lara Naki Gutmann     | Italie      | 181.51 | 5               | 63.79           | 6               | 117.72          |
| 7                                             | Julia Sauter          | Roumanie    | 172.64 | 8               | 61.96           | 10              | 110.68          |
| 8                                             | Ekaterina Kurakova    | Pologne     | 169.01 | 9               | 58.70           | 11              | 110.31          |
| 9                                             | Kristen Spours        | Royaume-Uni | 168.21 | 10              | 57.39           | 9               | 110.82          |
| 10                                            | Lorine Schild         | France      | 168.21 | 7               | 62.47           | 13              | 105.74          |
| 11                                            | Léa Serna             | France      | 163.70 | 17              | 50.33           | 7               | 113.37          |
| 12                                            | Mia Risa Gomez        | Norvège     | 161.71 | 16              | 50.72           | 8               | 110.99          |
| 13                                            | Mariia Seniuk         | Israël      | 159.33 | 13              | 53.86           | 14              | 105.47          |
| 14                                            | Alexandra Feigin      | Bulgarie    | 159.26 | 14              | 53.32           | 12              | 105.94          |
| 15                                            | Linnea Ceder          | Finlande    | 156.01 | 12              | 54.82           | 15              | 101.19          |
| 16                                            | Jade Hovine           | Belgique    | 154.46 | 11              | 56.19           | 16              | 98.27           |
| 17                                            | Josefin Taljegard     | Suède       | 149.59 | 15              | 53.04           | 17              | 96.55           |
| 18                                            | Janna Jyrkinen        | Finlande    | 146.18 | 18              | 50.30           | 18              | 95.88           |
| 19                                            | Michaela Vrastakova   | Tchéquie    | 135.84 | 24              | 47.76           | 19              | 88.08           |
| 20                                            | Vanesa Selmekova      | Slovaquie   | 135.44 | 22              | 48.94           | 20              | 86.50           |
| 21                                            | Anastasija Konga      | Lettonie    | 133.77 | 23              | 47.79           | 21              | 85.98           |
| 22                                            | Julija Lovrenčič      | Slovénie    | 133.49 | 20              | 49.40           | 22              | 84.09           |
| 23                                            | Stefanie Pesendorfer  | Autriche    | 128.02 | 21              | 48.95           | 23              | 79.07           |
| 24                                            | Jogaile Aglinskyte    | Lituanie    | 118.75 | 19              | 50.11           | 24              | 68.64           |
| Patineuses éliminées après le programme court |                       |             |        |                 |                 |                 |                 |
| 25                                            | Antonina Dubinina     | Serbie      |        | 25              | 44.36           | NC              | NC              |
| 26                                            | Niki Wories           | Pays-Bas    |        | 26              | 42.26           | NC              | NC              |
| 27                                            | Anastasia Gozhva      | Ukraine     |        | 27              | 42.21           | NC              | NC              |
| 28                                            | Kristina Isaev        | Allemagne   |        | 28              | 40.65           | NC              | NC              |
| 29                                            | Katinka Anna Zsembery | Hongrie     |        | 29              | 40.59           | NC              | NC              |
| 30                                            | Flora Marie Schaller  | Autriche    |        | 30              | 36.69           | NC              | NC              |
| 31                                            | Ana Sofia Beşchea     | Roumanie    |        | 31              | 36.60           | NC              | NC              |

### Couples
| Rang                                      | Nom                                        | Pays        | Points | Programme court | Programme court | Programme libre | Programme libre |
| ----------------------------------------- | ------------------------------------------ | ----------- | ------ | --------------- | --------------- | --------------- | --------------- |
| 1                                         | Minerva Fabienne Hase / Nikita Volodin     | Allemagne   | 212.48 | 1               | 71.59           | 1               | 140.89          |
| 2                                         | Sara Conti / Niccolò Macii                 | Italie      | 206.89 | 2               | 68.52           | 2               | 138.37          |
| 3                                         | Anastasiia Metelkina / Luka Berulava       | Géorgie     | 191.88 | 9               | 57.03           | 3               | 134.85          |
| 4                                         | Maria Pavlova / Alexei Sviatchenko         | Hongrie     | 191.44 | 3               | 65.88           | 4               | 125.56          |
| 5                                         | Anastasia Vaipan-Law / Luke Digby          | Royaume-Uni | 183.76 | 4               | 64.83           | 6               | 118.93          |
| 6                                         | Rebecca Ghilardi / Filippo Ambrosini       | Italie      | 180.86 | 6               | 60.95           | 5               | 119.91          |
| 7                                         | Ioulia Chtchetinina / Michał Woźniak       | Pologne     | 177.86 | 7               | 60.31           | 7               | 117.55          |
| 8                                         | Annika Hocke / Robert Kunkel               | Allemagne   | 176.55 | 5               | 62.68           | 8               | 113.87          |
| 9                                         | Camille Mendoza / Pavel Kovalev            | France      | 167.63 | 8               | 57.13           | 9               | 110.50          |
| 10                                        | Daria Danilova / Michel Tsiba              | Pays-Bas    | 166.84 | 11              | 56.52           | 10              | 110.32          |
| 11                                        | Sofiia Holichenko / Artem Darenskyi        | Ukraine     | 164.95 | 10              | 56.73           | 11              | 108.22          |
| 12                                        | Letizia Roscher / Luis Schuster            | Allemagne   | 158.15 | 12              | 55.18           | 13              | 102.97          |
| 13                                        | Oxana Vouillamoz / Tom Bouvart             | Suisse      | 157.61 | 13              | 54.62           | 12              | 102.99          |
| 14                                        | Milania Väänänen / Filippo Clerici         | Finlande    | 151.92 | 16              | 51.68           | 14              | 100.24          |
| 15                                        | Irma Caldara / Riccardo Maglio             | Italie      | 150.53 | 14              | 53.75           | 15              | 96.78           |
| 16                                        | Sophia Schaller / Livio Mayr               | Autriche    | 142.31 | 15              | 52.11           | 16              | 90.20           |
| Couples éliminés après le programme court |                                            |             |        |                 |                 |                 |                 |
| 17                                        | Greta Crafoord / John Crafoord             | Suède       |        | 17              | 49.14           | NC              | NC              |
| 18                                        | Julia Sylvia Gunnarsdottir / Manuel Piazza | Islande     |        | 18              | 48.58           | NC              | NC              |

### Danse sur glace
| Rang                                               | Nom                                            | Pays        | Points | Danse rythmique | Danse rythmique | Danse libre | Danse libre |
| -------------------------------------------------- | ---------------------------------------------- | ----------- | ------ | --------------- | --------------- | ----------- | ----------- |
| 1                                                  | Charlène Guignard / Marco Fabbri               | Italie      | 212.12 | 1               | 84.23           | 1           | 127.89      |
| 2                                                  | Evgeniia Lopareva / Geoffrey Brissaud          | France      | 206.76 | 2               | 82.75           | 4           | 124.01      |
| 3                                                  | Lilah Fear / Lewis Gibson                      | Royaume-Uni | 206.02 | 3               | 81.57           | 2           | 124.45      |
| 4                                                  | Juulia Turkkila / Matthias Versluis            | Finlande    | 205.69 | 4               | 81.26           | 3           | 124.43      |
| 5                                                  | Olivia Smart / Tim Dieck                       | Espagne     | 198.98 | 7               | 76.13           | 5           | 122.85      |
| 6                                                  | Allison Reed / Saulius Ambrulevičius           | Lituanie    | 196.66 | 5               | 78.67           | 7           | 117.99      |
| 7                                                  | Yuka Orihara / Juho Pirinen                    | Finlande    | 193.94 | 8               | 75.70           | 6           | 118.24      |
| 8                                                  | Diana Davis / Gleb Smolkin                     | Géorgie     | 190.15 | 10              | 73.82           | 8           | 116.33      |
| 9                                                  | Loïcia Demougeot / Théo le Mercier             | France      | 190.01 | 6               | 76.14           | 10          | 113.87      |
| 10                                                 | Natálie Taschlerová / Filip Taschler           | Tchéquie    | 188.49 | 11              | 73.44           | 9           | 115.05      |
| 11                                                 | Jennifer Janse van Rensburg / Benjamin Steffan | Allemagne   | 186.87 | 9               | 75.45           | 11          | 111.42      |
| 12                                                 | Kateřina Mrázková / Daniel Mrázek              | Tchéquie    | 181.67 | 12              | 70.26           | 12          | 111.41      |
| 13                                                 | Phebe Bekker / James Hernandez                 | Royaume-Uni | 176.02 | 13              | 68.13           | 13          | 107.89      |
| 14                                                 | Mariia Ignateva / Danijil Szemko               | Hongrie     | 172.80 | 14              | 67.10           | 14          | 105.70      |
| 15                                                 | Victoria Manni / Carlo Röthlisberger           | Italie      | 169.14 | 16              | 65.46           | 15          | 103.68      |
| 16                                                 | Natacha Lagouge / Arnaud Caffa                 | France      | 167.09 | 15              | 65.60           | 16          | 101.49      |
| 17                                                 | Milla Ruud Reitan / Nikolaj Majorov            | Suède       | 162.24 | 17              | 62.19           | 18          | 100.05      |
| 18                                                 | Carolane Soucisse / Shane Firus                | Irlande     | 161.76 | 19              | 61.56           | 17          | 100.20      |
| 19                                                 | Paulina Ramanauskaitė / Deividas Kizala        | Lituanie    | 157.06 | 18              | 61.56           | 19          | 95.50       |
| 20                                                 | Mariia Pinchuk / Mykyta Pogorielov             | Ukraine     | 155.98 | 20              | 60.69           | 20          | 95.29       |
| Couples de danse éliminés après la danse rythmique |                                                |             |        |                 |                 |             |             |
| 21                                                 | Angelina Kudryavtseva / Ilia Karankevich       | Chypre      |        | 21              | 59.38           | NC          | NC          |
| 22                                                 | Maria Sofia Pucherová / Nikita Lysak           | Slovaquie   |        | 22              | 56.24           | NC          | NC          |
| 23                                                 | Gina Zehnder / Beda Leon Sieber                | Suisse      |        | 23              | 53.44           | NC          | NC          |
| 24                                                 | Sofiia Dovhal / Wiktor Kulesza                 | Pologne     |        | 24              | 52.52           | NC          | NC          |
| 25                                                 | Samantha Ritter / Daniel Brykalov              | Azerbaïdjan |        | 25              | 51.56           | NC          | NC          |
| 26                                                 | Emilia Monika Ziobrowska / Shiloh Douglas Judd | Roumanie    |        | 26              | 49.37           | NC          | NC          |
| 27                                                 | Katarina Delcamp / Berk Akalin                 | Turquie     |        | 27              | 48.92           | NC          | NC          |
| 28                                                 | Hanna Jakucs / Alessio Galli                   | Pays-Bas    |        | 28              | 48.76           | NC          | NC          |
| 29                                                 | Kristina Dobroserdova / Alessandro Pellegrini  | Arménie     |        | 29              | 48.30           | NC          | NC          |
| Forfait                                            | Elizabeth Tkachenko / Alexei Kiliakov          | Israël      |        | NC              | NC              | NC          | NC          |